# 傑堂能勝
傑堂 能勝（けつどう のうしょう、1355年（文和4年） - 1427年（応永34年）8月7日）は、室町時代の曹洞宗の僧。

## 生涯
能勝は初め「音に聞こゆ武人」であったが、24歳の時（1378年）に戦傷を負ったことがきっかけで、仏門に入った。当初、1378年（永和4年）に古剣智訥から臨済宗法燈派を学んだが、のちに曹洞宗に転向して通幻寂霊や梅山聞本に師事し、特に梅山のもとで頭角を現してその法を嗣いだ。
越後に赴任し、1394年（応永元年）に耕雲寺（新潟県村上市）を、また1403年（応永10年）には慈光寺（新潟県蒲原郡村松町）を開基し、一時常陸にも赴いたが、晩年は越後に戻った。弟子に顕窓慶字や南英謙宗などがいる。
また能勝を楠木正勝と同一人物とする説もあるが定かではない（楠木正勝#曹洞宗を参照）。